# Chav

Karikatur eines Chav

Chav ist in Großbritannien eine abwertende Bezeichnung für junge Menschen der Unterschicht, die durch einen bestimmten Kleidungsstil und Habitus auffallen.

## Begriff
Der Begriff findet sich seit 2005 im Oxford Dictionary. Das Collins English Dictionary vermutet eine Ableitung vom Romani-Wort chavi („Kind“). Gerne wird es auch als Backronym für Council housed and violent (= in einer Sozialwohnung wohnend und gewalttätig) aufgefasst.

## Stereotypes Bild
Bei Männern gehören zum stereotypen Bild eines Chavs eine Baseballkappe, protziger Goldschmuck, immer Turnschuhe, Jogginghosen und Imitate von Markenkleidung, oft Burberry oder „echte“ Kappa bzw. Umbro. Chavettes sind weibliche Chavs, beispielhaft verkörpert durch die Figur Vicky Pollard in der britischen Sketch-Show Little Britain. Ihnen allen wird nachgesagt, dass sie zu Verhaltensformen und Aktivitäten neigen, die das Zusammenleben in einer Nachbarschaft nachhaltig stören, wie etwa Lärmbelästigung, Vandalismus sowie Gewalt.

## Hintergrund
Der Journalist Owen Jones veröffentlichte 2011 eine Studie über die Veränderungen, die seit der Regierungszeit Margaret Thatchers in der öffentlichen Wahrnehmung der englischen Arbeiterklasse stattgefunden haben. (Chavs: The Demonization of the Working Class, deutsch: Prolls: Die Dämonisierung der Arbeiterklasse)